# Маныкин, Борис Михайлович
 Маныкин Борис Михайлович  (1 ноября 1937, Гродно, Вторая Речь Посполитая — 15 февраля 2014, Одесса, Украина) — советский боксёр и тренер, чемпион СССР, мастер спорта СССР по боксу.

## Биография
Маныкин Борис Михайлович — родился 1 ноября 1937 года в Белоруссии городе Гродно, большую часть жизни проработал тренером-преподавателем ДЮСШ-7 в городе Одессе, Мастер Спорта СССР по боксу, победитель Первенства Белоруссии 1954 г. среди юношей (60 кг), победитель Первенства СССР 1954 г. среди юношей (60 кг), Финалист I Спартакиады народов Украины 1956 г., Чемпион Украины 1961 г (71 кг), Чемпион Центральных Советов в полусреднем и среднем весе ДСО Спартак , Водник, Локомотив. Провел на ринге около 200 боев, в большинстве из них вышел победителем. Борис Михайлович был очень техничным и выносливым боксером, и большинство своих поединков выиграл по очкам. Правда однажды принимая участие в турнире в Грузии, во время боя, соперник укусил его за щеку. В перерыве между раундами, тренер заметил это и сообщил об этом Борису Михайловичу. В следующем раунде соперник был нокаутирован. Во время своей боксеркой карьеры встречался в ринге с сильнейшими боксерами советского союза, такими как первый украинский боксёр-олимпиец (Олимпийские Игры 1956 в Мельбурне), семикратный чемпион Украины и чемпион Советского союза Ричард Александрович Карпов и другими.
Из воспоминаний архивариуса одесского и украинского бокса Г. М. Кретова: «Все его поединки были демонстрацией настоящего классического бокса с богатым арсеналом атакующих и защитных приемов. Он непрерывно атаковал противника, боксировал легко и рассудительно. Любители бокса всегда тепло его приветствовали — он доставлял им удовольствие и восхищал настоящим благородным искусством боя. Борис в жизни всегда был спокоен и дружелюбен. Настоящий рыцарь кожаной перчатки».
Умер Борис Михайлович Маныкин 15 февраля 2014 года в Одессе. Похоронен на Таировском кладбище города Одессы. По традиции каждый год в годовщину смерти Бориса Михайловича, его воспитанники собираются у могилы тренера, чтоб почтить его память.

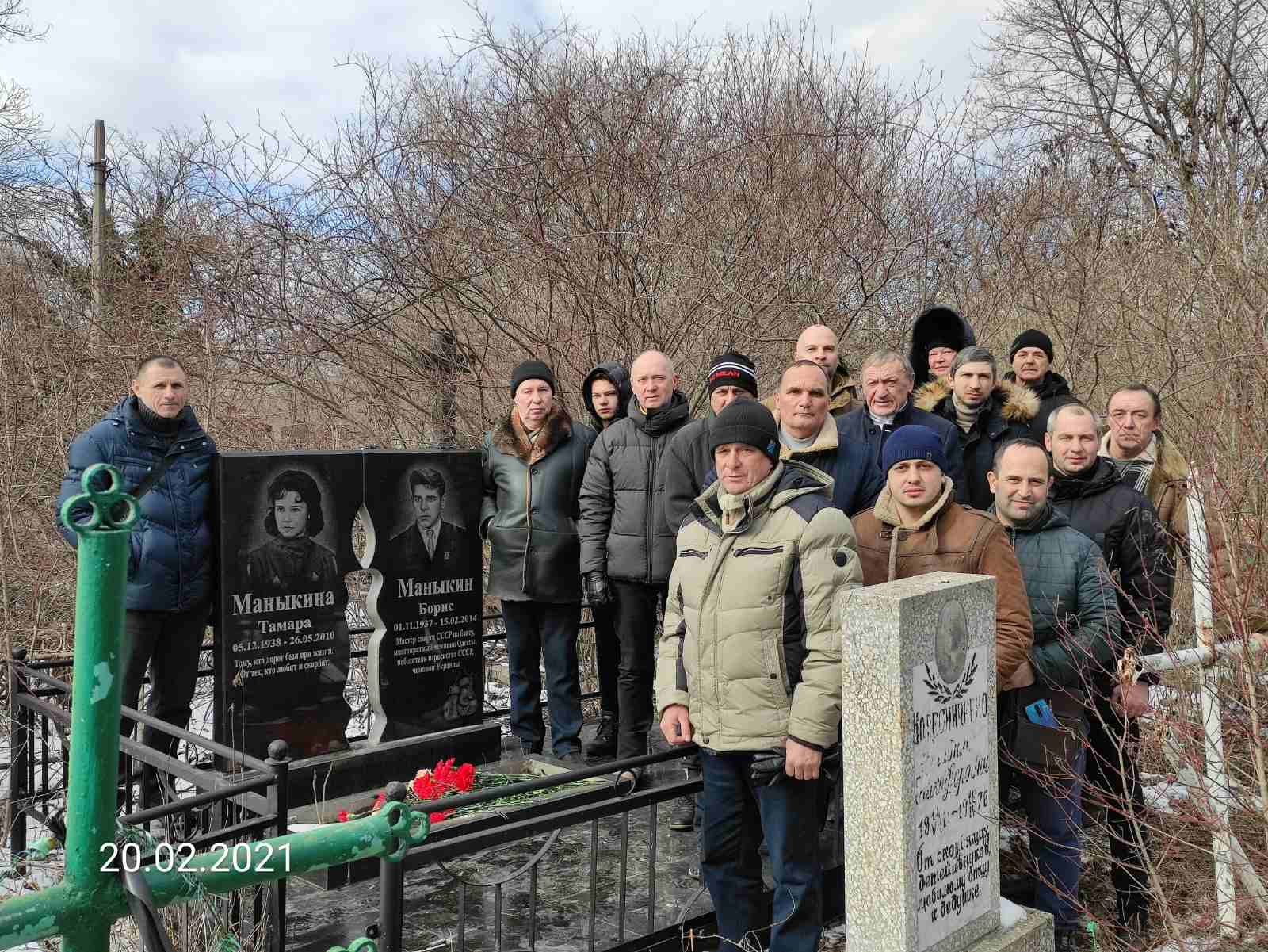

## Тренерская работа
С 1961 года перешёл на тренерскую работу. Воспитал сотни и сотни юных боксеров. Многие из них стали победителями и чемпионами республиканских, всесоюзных и международных соревнований, вот фамилии некоторых из его воспитанников:
- Игорь Иванович Гладких — доктор технических наук, профессор, заведующий кафедрой в национальном университете «Одесская Морская Академия», более 10 лет тренировался у Бориса Михайловича Маныкина. Достоверных сведений об участии его в официальных соревнованиях по боксу нет, но благодаря совместным тренировкам, а в особенности спаррингам с Игорем Ивановичем Гладких, многие воспитанники Бориса Михайловича улучшили свои боксерские навыки, что в дальнейшем помогло им стать кандидатами в мастера спорта и мастерами спорта.
- Юрий Воронин — мастер спорта Украины по боксу, чемпион Украины среди боксеров профессионалов, неоднократный победитель и призер крупных международных турниров.
- Артур Кишенко — заслуженный мастер спорта по таиландскому боксу, неоднократный участник и победитель чемпионатов Украины, Европы и Мира среди любителей и профессионалов.
- Олег Трачук — кандидат в мастера спорта по боксу, неоднократный победитель и призер первенств Одесской области и международных турниров.
- Вячеслав Плетесюк — кандидат в мастера спорта по боксу, неоднократный победитель и призер первенств Одесской области и международных турниров.
- Павел Батрину — заслуженный тренер Украины по таиландскому боксу, мастер спорта международного класса по таиландскому боксу.
- Дмитрий Бобошко — тренер по боксу, мастер спорта Украины по боксу, неоднократный победитель и призер первенств Одесской области и международных турниров.
- Влад Левушкин — кандидат в мастера спорта по боксу, неоднократный победитель и призер первенств Одесской области и международных турниров.
- Алик Левушкин — кандидат в мастера спорта по боксу, неоднократный победитель и призер первенств Одесской области и международных турниров.
- Артем Гудин — тренер по боксу, кандидат в мастера спорта по боксу, неоднократный победитель и призер первенств Одесской области и международных турниров.
- Виталий Нестеренко — кандидат в мастера спорта по боксу, неоднократный победитель и призер первенств Одесской области и международных турниров.
- Тимошинов Богдан — кандидат в мастера спорта по боксу, неоднократный победитель и призер первенств Одесской области и международных турниров.
- Виктор Биньковский — кандидат в мастера спорта по боксу, неоднократный победитель и призер первенств Одесской области и международных турниров.
- Неледва Максим — заслуженный мастер спорта по таиландскому боксу, неоднократный победитель чемпионатов Украины, Европы и Мира среди любителей и профессионалов.
- Константин Валеулов — кандидат в мастера спорта по боксу, неоднократный победитель и призер первенств Одесской области и международных турниров.
- Константин Кубышко — кандидат в мастера спорта по боксу, неоднократный победитель и призер первенств Одесской области и международных турниров.
- Дмитрий Моланчук — кандидат в мастера спорта по боксу, неоднократный победитель и призер первенств Одесской области и международных турниров.